# Simulium quadrivittatum
Simulium quadrivittatum es una especie de insecto del género Simulium, familia Simuliidae, orden Diptera.
Fue descrita científicamente por Loew, 1862.